# الأقاليم الاتحادية في العراق
وفقًا لدستور العراق، تتكون جمهورية العراق من العاصمة والأقاليم الاتحادية والمحافظات اللامركزية والإدارات المحلية. وتعترف المادة 117 من الدستور بإقليم كردستان كإقليم اتحادي، واعتبارًا من يوليو 2023، يظل الإقليم الاتحادي الوحيد في البلاد.

## ملخص
يتضمن نموذج الحكم الفيدرالي العراقي لما بعد عام 2005 كما هو موضح في الدستور مفهوم اللامركزية وتفويض السلطة من الحكومة الفيدرالية إلى التقسيمات الإدارية، أي المحافظات والمناطق. يُمنح كل من المحافظات والمناطق في العراق الضمانة الدستورية لممارسة درجة من الحكم الذاتي المحلي في الأمور غير الفيدرالية. يجوز لمحافظة واحدة أو أكثر في العراق أن تنظم نفسها في إقليم بناءً على طلب التصويت عليه في استفتاء يُقدم بإحدى الطريقتين التاليتين: طلب من ثلث أعضاء مجلس كل محافظة تنوي تشكيل إقليم، أو طلب من عُشر الناخبين في كل محافظة تنوي تشكيل إقليم. النظام السياسي في العراق غير متماثل، والسمة الفيدرالية الوحيدة التي تميز العراق هي إقليم كردستان، بينما يظل باقي العراق موحدًا. لقد دفعت التطورات الأخيرة في السياسة الداخلية للبلاد، بما في ذلك الاتجاه المتزايد نحو المركزية والتآكل المنهجي لسلطات إقليم كردستان، البعض إلى إثارة الشكوك حول مستقبل الفيدرالية واللامركزية في العراق.

## سلطات
يُحدد القسم الرابع من الدستور الصلاحيات الحصرية للحكومة الاتحادية، ويُحدد القسم الخامس صلاحيات الأقاليم الاتحادية. مع ذلك، لا يُشير الدستور صراحةً إلى تمتع الأقاليم الاتحادية بـ" الحكم الذاتي". تُقسم صلاحيات الأقاليم إلى نوعين: صلاحيات مشتركة (مذكورة في المادة 114)، أي صلاحيات تمارسها الأقاليم مع الحكومة الاتحادية، مثل وضع السياسة التعليمية العامة فيها؛ وصلاحيات مُفوضة، أي صلاحيات لا تنتمي إلى النوع الأول ولا تُعتبر صلاحيات اتحادية حصرية. على سبيل المثال، يُفوض الدستور الأقاليم الاتحادية بممارسة "السلطات التنفيذية والتشريعية والقضائية وفقًا للدستور" في المسائل التي تقع خارج نطاق الاختصاص الحصري للحكومة الاتحادية. وفي حال وجود نزاع قانوني، يُسمح للأقاليم إما بـ"تعديل تطبيق" التشريعات الاتحادية في الإقليم، أو تُعطى الأولوية للقوانين الإقليمية في المجالات المتعلقة بالسلطات المُفوضة أو المشتركة على التوالي، طالما أنها لا تتعارض مع الدستور. يُسمح للأقاليم الاتحادية أيضًا بإنشاء وتنظيم قوات الأمن الداخلي للإقليم مثل الشرطة وقوات الأمن وحرس الأقاليم. ومن أمثلة السلطات الحصرية للحكومة الاتحادية التصديق على المعاهدات الدولية وصياغة السياسة الخارجية. تتولى المحكمة الاتحادية العليا تفسير الدستور وتسوية النزاعات بين الحكومة الاتحادية والمحافظات والأقاليم والمسائل المتعلقة بدستورية جميع القوانين. منذ فبراير 2024، وسعت المحكمة الاتحادية العليا صلاحياتها لتشمل سلطة تعديل القوانين التي أقرتها الهيئات التشريعية للأقاليم الاتحادية، مثل تلك التي أقرها برلمان إقليم كردستان.

## مشاكل

### مجلس الاتحاد غير المنعقد
ينص الدستور في المادة 65 على أنه "يُنشأ مجلس تشريعي يُسمى "مجلس الاتحاد"، ويضم ممثلين عن الأقاليم والمحافظات غير المنتظمة في إقليم. ويُنظم قانون، يُسن بأغلبية ثلثي أعضاء مجلس النواب، تشكيل مجلس الاتحاد وشروط عضويته واختصاصاته وكل ما يتعلق به". ومن المفترض أن يكون هذا المجلس، نظريًا، بمثابة المجلس الأعلى في هيئة تشريعية ثنائية المجلس، ويُسهّل إقرار القوانين المتعلقة بقضايا السلطات الإقليمية والإقليمية والحوكمة. وحتى ديسمبر 2024، لم يُنشأ مجلس الاتحاد، مما يُشكل عائقًا أمام تطبيق الفيدرالية. ونتيجةً لذلك، لم تتحقق الضمانة الدستورية للامركزية بالكامل بعد.

### تفكيك إقليم كردستان
منذ المحاولة الفاشلة للمنطقة الفيدرالية الوحيدة في البلاد للانفصال في عام 2017، شهدت تآكلًا تدريجيًا لسلطاتها. وقد شُكك في الأهمية المستقبلية للنموذج الفيدرالي العراقي مع ظهور المركزية بشكل واضح. في فبراير 2022، أصدرت المحكمة الاتحادية العليا في العراق حكمًا بإلغاء قانون النفط والغاز الإقليمي الذي أقره برلمان إقليم كردستان على أساس عدم دستورية القانون. دخل هذا القرار حيز التنفيذ رسميًا بعد فوز العراق بقضية تحكيم دولية في غرفة التجارة الدولية في مارس 2023. وبعد ذلك، أوقفت الحكومة الاتحادية جميع صادرات النفط من شمال البلاد، مما وجه ضربة هائلة لاقتصاد المنطقة الفيدرالية. في سبتمبر 2023، (وفقًا لتقرير نشره موقع المونيتور)، أرسل رئيس وزراء إقليم كردستان العراق، مسرور بارزاني، رسالة خاصة إلى رئيس الولايات المتحدة يحثه فيها على التدخل، قائلًا: "أكتب إليك الآن في مرحلة حرجة أخرى في تاريخنا، وهي مرحلة أخشى أن نواجه صعوبة في التغلب عليها... نحن ننزف اقتصاديًا وننزف سياسيًا. ولأول مرة في فترة ولايتي كرئيس للوزراء، أشعر بقلق بالغ من أن هذه الحملة المشينة ضدنا قد تتسبب في انهيار... نموذج العراق الفيدرالي الذي رعته الولايات المتحدة في عام 2003 وزعمت أنها تدعمه منذ ذلك الحين". في فبراير 2024، أصدرت المحكمة الاتحادية العليا حكمين. في أحد الأحكام، أمرت حكومة إقليم كردستان بتسليم جميع إيراداتها إلى الحكومة الاتحادية كشرط مسبق لتلقي حصتها السنوية من الميزانية الاتحادية. وفي حكم آخر، ألغت المحكمة وعدلت قانون الانتخابات لإقليم كردستان، مما أرسى سابقة قانونية لهذا الأخير. وبتعديل تشريعاتها، حلت المحكمة محل برلمان إقليم كردستان فعليًا. وفي يناير/كانون الثاني 2024، قال رئيس وزراء إقليم كردستان، بارزاني: "إن الهجمات التي تستهدف إقليم كردستان هي محاولات متعمدة من قبل أعدائنا وخصومنا وخونةنا لتفكيك بنيته. وهدفهم هو إضعاف إقليم كردستان من خلال العدوان والضغط المستمرين، على أمل أن ينهار في النهاية".

### المادة 140 غير المطبقة
تنص المادة 140 ثانياً من دستور العراق على أن: "المسؤولية الملقاة على عاتق السلطة التنفيذية للحكومة العراقية الانتقالية المنصوص عليها في المادة 58 من قانون إدارة الدولة للمرحلة الانتقالية تمتد وتستمر إلى السلطة التنفيذية المنتخبة وفقاً لهذا الدستور، على أن تنجز بشكل كامل (التطبيع والتعداد السكاني وتنتهي باستفتاء في كركوك والمناطق الأخرى المتنازع عليها لتحديد إرادة مواطنيها)، في موعد لا يتجاوز 31 كانون الأول (ديسمبر) 2007".
تنص المادة 58 من قانون إدارة الدولة الانتقالية على أن المناطق التي تأثرت سابقًا بسياسات البعث للتغيير الديموغرافي وكذلك التغييرات الإقليمية مثل إعادة تحديد حدود المحافظات، يجب "تطبيعها" ديموغرافيًا وإداريًا من خلال إعادتها إلى تكوينها العرقي الأولي وكذلك حدود المحافظات. يجب إعادة توطين أولئك الذين هُجروا قسراً أو حرمانهم من حقوقهم بطريقة أخرى من قبل النظام السابق في ممتلكاتهم الأصلية أو تقديم تعويض لهم. فيما يتعلق بالمستوطنين "الجدد" الذين جلبهم النظام البعثي السابق إلى هناك، فيجب أيضًا تعويضهم ونقلهم. وأخيرًا، سيُجرى تعداد سكاني لتحديد التكوين العرقي الرسمي للأراضي، بالإضافة إلى استفتاء يحدد وضع الأراضي المتنازع عليها؛ أي ما إذا كانت ستصبح جزءًا من إقليم كردستان أم لا.
حتى نوفمبر/تشرين الثاني 2024، لم يُتخذ أي خطوة عملية واحدة لتنفيذ أحكام المادة، بل زعمت السلطات الكردية أن الحكومة العراقية استأنفت تعريب الأراضي المتنازع عليها.

## المناطق الفيدرالية المقترحة
بينما كان العراق لا يزال تحت الاحتلال، في مايو/أيار 2007، اقترح جو بايدن، عضو مجلس الشيوخ الأمريكي آنذاك، تقسيم العراق إلى ثلاث مناطق على أساس الهويات العرقية والطائفية (شيعية، سنية، وكردية). وكان هذا الحل يهدف إلى حماية البلاد من التوترات الطائفية، والسماح لكل من مكوناتها الرئيسية بممارسة قدر من الحكم الذاتي المحلي في مناطقها، وبالتالي حل المشكلة الرئيسية التي يُنظر إليها على أنها محفز الصراع في البلاد.

### منطقة آشور (الرافدين)
في 5 مارس 2017، أصدر ممثلون عن الآشوريين واليزيديين والتركمان بيانًا مشتركًا يدعو إلى إنشاء منطقة فيدرالية شبه مستقلة في شمال العراق.

### منطقة شيي
في أغسطس 2005، وقبل اعتماد الدستور العراقي الجديد رسميًا، اقترح عبد العزيز الحكيم، زعيم حزب المجلس الأعلى للثورة الإسلامية في العراق، إنشاء منطقة فيدرالية منفصلة في جنوب العراق، تضم جميع المحافظات العراقية ذات الأغلبية الشيعية. ومع ذلك، لم تلق الفكرة قبولًا عالميًا داخل المجتمع الشيعي في العراق. فقد رفض المتحدث باسم رئيس الوزراء آنذاك إبراهيم الجعفري من حزب الدعوة الدعوة، واصفًا إياها بأنها "فكرة سيئة". وقد ندد بها السنة بشدة، ويرجع ذلك أساسًا إلى إدراج محافظة البصرة الغنية بالنفط. وقد افترضوا أن عائداتها النفطية ستكون حينها حقًا حصريًا للشيعة في المنطقة المقترحة.

### المنطقة السنية
الإقليم السني هو إقليم اتحادي مقترح يضم جميع المحافظات العربية ذات الأغلبية السنية في البلاد. والغرض منه هو السماح للسكان العرب السنة في العراق بممارسة قدر من الحكم الذاتي المحلي.

### منطقة ديالى
في 12 كانون الأول/ديسمبر 2011، صوت مجلس محافظة ديالى على إعلان المحافظة إقليماً اتحادياً، فيما وقع أغلبية أعضائه على طلب رسمي موجه إلى الحكومة المركزية بشأن القرار، وأكد نائب رئيس المجلس صادق الحسيني أن القرار اتخذ دون موافقة مجلس رئاسة المحافظة.
هددت إدارية قضاء الخالص في محافظة ديالى بالانفصال والانضمام للعاصمة بغداد في حال أصر المجلس على تمرير قرار إعلان المحافظة إقليما، فيما أعلنت تعطيل الدوام في دوائر الحكومة المحلية وتعطيل المدارس احتجاجا على القرار.

### منطقة صلاح الدين
في 27 أكتوبر/تشرين الأول، صوّت مجلس محافظة صلاح الدين، بأغلبية أكثر من ثلثي أعضائه، على قرار تحويل المحافظة إلى إقليم اتحادي "ضمن العراق الموحد". وانتقد رئيس الوزراء آنذاك، نوري المالكي، المسؤولين، قائلاً إن هذه الخطوة بادر بها "أعضاء سابقون في حزب البعث المحظور، يريدون استخدام المنطقة كملاذ آمن".